# 尊い
尊い（とうとい）は、いわゆる「萌え」を超越し、信仰心のような感情を抱いているような状況、またはその感情を指すスラング。転じて、単に「最高」「素晴らしい」といった意味でも用いられる。
またこれらの文脈で使用する場合「とうとい」と表記・発音され、本来の日本語文法における「たっとい」と表記・発音されることは稀である。

## 概要

### 語意
本来の日本語としての「尊い」は、「崇高で近寄りがたい」「身分・品位などが高い」「価値が高い」などの意味で用いられる形容詞であるが、近年のサブカルチャーにおいては、漫画・アニメ・ゲームといったコンテンツや、その登場キャラクターに対して抱く、いわゆる「萌え」の感情を通り越し、「近寄りがたいほどの憧れ」やそこに見出された「価値の高さ」であったり、非常に強い愛着心、また、キャラクター同士の関係性への称賛としての意味で用いられる。この言葉が広まるにつれ、STARTO ENTERTAINMENT（旧ジャニーズ）などのアイドルをはじめとする実在の人物に対しても用いられるようになっていった。

### 用例
前述の通り、ある種の強い好意として用いられる「尊い」だが、「尊み」や「てぇてぇ」といった活用系の他、「尊死（とうとし）」や曲名を捩った「仰げば尊死」、豊臣秀吉を捩った「尊み秀吉」といった言葉も存在する。

## 歴史
いつどこでこの用法が生まれたのは不明だが、一説によるとネットスラングとして現れたのは2007年にmixiの創価大学コミュニティに創価大学でしか通用しない言葉として書き込まれたのが最初だとされている。2012年にはすでに散見され、2014年にはかなり一般的に用いられるようになった。
2018年に三省堂が発表した「今年の新語2018」では「映える（ばえる）」、「モヤる」、「わかりみ」に次いで4位にランクインするなど、広がりを見せている。

## 派生語
前述の用例で挙げたとおり、いくつもの派生語が生まれている。この項ではその一部を列挙する。
てぇてぇ
「尊い」が訛って変化したもの。語源には諸説あるが、ファンアート上でドラゴンボールの孫悟空が話した台詞からとくにVTuber界隈で広まったという。
イー・ガーディアン発表の「SNS流行語大賞2023」の30ワードのノミネートに含まれた。
尊死（とうとし、たっとし）
尊さが度を超えて天に昇りそうな感情になること。「仰げば尊し」をもじった「仰げば尊死」という言葉も存在する。
尊み秀吉（とうとみひでよし）
「尊み」を戦国武将・豊臣秀吉に引っかけた言葉。声優の松井恵理子のツイートによって広まった。また、ロックバンド・超能力戦士ドリアンは「尊み秀吉天下統一」という楽曲をリリースしている。
尊みザウルス（とうとみザウルス）
VTuberの届木ウカが動画内で使用し、Twitterを中心に広まった。

### 註釈
1. ↑  「もやもやする」から転じた、不満、反感などの負の感情を婉曲的に表現した言葉。
2. ↑  ツイートがされた時期には「近藤良さみ」「良さ野晶子」など歴史人物をもじった造語が流行していた。